# Кучер, Роман Владимирович
Роман Владимирович Кучер (1925—1991) — советский физикохимик, академик АН УССР.

## Биография
Родился во Львове. В 1947 году с отличием закончил Львовский университет им. Ив. Франко, по окончании которого там же работал на должностях лаборанта, ассистента. После защиты в 1952 году кандидатской диссертации на тему «Исследование величины и формы мицелл некоторых сульфированных эмульгаторов в связи с использованием их при полимеризации углеводородов в эмульсиях» он работает доцентом кафедры физической и коллоидной химии. В 1962 году Р. В. Кучер был назначен руководителем лаборатории п/я 702 Министерства химической промышленности СССР в г. Борислав Львовской области. В 1964 году защитил докторскую диссертацию на тему «Физико-химические исследования процесса жидкофазного окисления алкилароматических углеводородов» и с этого же года возглавляет кафедру физической и коллоидной химии Львовского университета им Ив. Франко. В 1965 году присвоено звание профессора, в этом же году избран членом-корреспондентом АН УССР.
В 1966 году Роман Владимирович Кучер приглашен на работу в Донецкое отделение физико-органической химии Института физической химии АН УССР, на основе которого в 1975 году был создан Институт физико-органической химии и углехимии АН УССР. В институте он возглавил отдел радикальных процессов.
В 1972 году Р. В. Кучер избран академиком АН УССР. Научно-исследовательскую работу он успешно объединял с научно-педагогической, руководя кафедрой физической химии Донецкого государственного университета.
Значительным вкладом в науку Р. В. Кучера было открытие кинетического закона накопления промежуточного продукта, который образуется по молекулярному, а расходуется по радикальному механизму в процессе вырожденно-цепной реакции при добавлении сильного ингибитора.
За период с 1966 по 1980 годы Р. В. Кучером в Донецке была создана научная школа, исследования которой по фундаментальным и прикладным проблемам (жидкофазное и микробиологическое окисление органических соединений, процессы радикальной полимеризации, проблемы стабилизации и переработки твердого топлива и др.) отмечаются оригинальностью и вносят весомый вклад в науку. За цикл работ «Исследование процессов радикально-цепного и ферментативного окисления углеводородов в эмульсиях» Роману Владимировичу Кучеру в 1975 году присуждена премия АН УССР им. Л. В. Писаржевского.
За цикл работ, связанных с исследованием роли высокореактивных частиц в сложных цепных химических процессах Р. В. Кучер был удостоен Государственной премии Украины в области науки и техники за 1993 год (посмертно).
В 1980—1982 годах Роман Владимирович Кучер работает в Львовском политехническом институте, где возглавляет кафедру, руководит исследованиями в области синтеза практически важных кислородсодержащих органических соединений — оксидов олефинов и органических кислот.
Роман Владимирович Кучер был организатором многих конференций, совещаний, симпозиумов, автор свыше 400 научных работ, трех монографий, 16 изобретений. Под его руководством подготовлено 60 кандидатов химических наук и 8 докторов химических наук.
Роман Владимирович Кучер был талантливым популяризатором химической науки, замечательным лектором. В своих выступлениях умело объединял научную строгость с доступностью и увлеченностью высказываний. Кроме научной и педагогической деятельности Роман Владимирович Кучер много сил и времени отдавал общественной работе. В разные годы возглавлял Донецкое областное правление ВХО им Д. И. Менделеева, был членом Всесоюзного совета НТО (г. Москва) и Украинского республиканского правления ВХО им. Д. И. Менделеева.
Скончался во Львове 24 сентября 1991 года.